# Station Cogan
Cogan is een spoorwegstation van National Rail in Vale of Glamorgan in Wales. Het station is eigendom van Network Rail en wordt beheerd door Transport for Wales. 